# موريسيو إتشازو
موريسيو إتشازو (بالإسبانية: Mauricio Echazú) مواليد 2 يناير 1989 في ليما، هو لاعب كرة مضرب بيروفي بدأ مسيرته كمحترف سنة 2006 يلعب باليد اليمنى ويحتل حالياً المرتبة 509 (أبريل 14, 2014) في تصنيف رابطة محترفي كرة المضرب. أعلى تصنيف له في الفردي كان 379.

## روابط خارجية
- موريسيو إتشازو على موقع رابطة محترفي التنس (الإنجليزية)
- موريسيو إتشازو على موقع الاتحاد الدولي لكرة المضرب (الإنجليزية)
- موريسيو إتشازو على موقع كأس ديفيز (الإنجليزية)
- موريسيو إتشازو على موقع خلاصة التنس.كوم (الإنجليزية)